# Una Rolls-Royce gialla
Una Rolls-Royce gialla (The Yellow Rolls-Royce) è un film a episodi del 1964 diretto da Anthony Asquith.

## Trama

### Episodio 1
L'aristocratico Lord Charles Frinton porta alla vittoria il suo purosangue nella celebre corsa ad Ascot ma, contemporaneamente, scopre il tradimento della moglie Eloise con il suo portaborse John Fane, consumato nella Rolls-Royce gialla, da lui prelevata in prova.

### Episodio 2
Il gangster italo americano Paolo Maltese acquista la Rolls-Royce per visitare l'Italia in compagnia dell'amante Mae Jenkins ma, durante la sua assenza, dovuta ad un impegno di affari negli Stati Uniti, Mae inizia una relazione con Stefano, un giovane fotografo. Quando la donna scopre che l'affare del marito era l'uccisione di un suo rivale decide di interrompere la relazione per proteggere il giovane.

### Episodio 3
Jugoslavia, 1941, durante l'invasione tedesca della Jugoslavia l'aristocratica Gerda Millett, americana conservatrice, vede requisita la Rolls-Royce dal partigiano Davich, con il quale stringerà amicizia. Dopo essere sopravvissuti ad un attacco aereo la donna vorrebbe continuare ad aiutare il partigiano ma Davich la convince a tornare negli Stati Uniti dove può raccontare tutto quello che ha visto e garantire il sostegno al popolo oppresso.

## Produzione
Il film ha riunito il regista Anthony Asquith, lo sceneggiatore Terence Rattigan e il produttore Anatole de Grunwald che già avevano realizzato insieme International Hotel due anni prima.
Le riprese furono realizzate negli studi inglesi della MGM, mentre gli esterni vennero girati in Italia.
La canzone Forget domani, scritta dal compositore italiano Riz Ortolani assieme a Norman Newell e cantata dalla moglie Katyna Ranieri, venne premiata con il Golden Globe nel 1965.